# Istanbul Sapphire
Istanbul Sapphire — хмарочос, станом на 2016 рік, найвищий будівля у Стамбулі та Туреччині, розташований в центральному діловому районі Левент, на проспекті Бююкдере. Istanbul Sapphire був четвертою за висотою будівлею в Європі, коли його будівництво було завершено в 2010 році. Це перший екологічний хмарочос. Sapphire підноситься на 54 поверхи над рівнем землі, має висоту в 238 метри: будівля має загальну структурну висоту 261 метри, включаючи шпиль, який є частиною дизайну, а не виконує функцію радіо-антени. Розроблено Tabanlıoğlu Architects, як торговий центр і резиденція багатофункціонального проектування під орудою компанії Kiler GYO.

## Розташування
Хмарочос розташований неподалік від європейського маршруту E80 і Отойол 1, та мостів Перший Босфорський та Другий Босфорський. З будівлі є прямий вихід до метростанції 4. Левент, яка розташована на третьому цокольному поверсі.

## Архітектура
Istanbul Sapphire було спроектовано Tabanlıoğlu Architects як високотехнологічна структура, яка складається з 64 поверхів (54 надземних та 10 підземних поверхів) — велика парковка, великий торговий центр «Sapphire Çarşı», поле для гольфу, басейн, ресторани та 47 поверхів для житлового використання — 187 квартир загалом.
На кожному 3 поверсі розташовані приватні сади, а кожні 9 поверхів відокремлені один від одного спільною вітальнею або технічним поверхом..
Дизайн саду та його обслуговування знаходиться під орудою адміністрації компанії.
У березні 2011 року було відкрито оглядовий майданчик, на висоті 236 метрів.